# 鸭绿江街道 (沈阳市)
鸭绿江街道是中华人民共和国辽宁省沈阳市皇姑区下辖的一个街道办事处，于2019年7月10日成立。

## 行政区划
鸭绿江街道下辖以下村级行政区划单位：
万方社区、万山社区、文官社区、观音社区、梅江北社区、文官村。